# エゼキエル・ジャクソン
エゼキエル・ジャクソン（Ezekiel Jackson）のリングネームで知られるリクロン・ステファンス（Rycklon Ezekiel Stephens、1978年4月22日 - ）は、アメリカ合衆国のプロレスラー。ニューヨーク州ハーレム出身のアフリカ系アメリカ人。

## 来歴

### WWE
2007年3月、WWEとディベロップメント契約を交わし入団。傘下団体であるFCWにてトレーニングを開始。
2008年7月18日、SmackDown!にてブライアン・ケンドリックのボディーガードとしてエゼキエルのリングネームでデビューを果たした。正式な初試合は10月の対スペル・クレイジー戦で、その間ケンドリックと抗争していたジェフ・ハーディーやトリプルHらとも、ケンドリックをサポートする形で応戦していた。また、この頃からリングネームがエゼキエルからエゼキエル・ジャクソンである事がケンドリックの発言によって発覚した。
2008年後半にはケンドリックと組み、WWEタッグ王者のカリート & プリモと抗争するも王座を奪取するに至らなかった。
その後はRトゥルースらの実力者相手に勝利を収めるも2009年4月3日のジェフ・ハーディー戦での敗戦を最後に、4月15日にECWへとドラフト移籍する（これによってケンドリックとのコンビは解消された）。
再びトレーニングのためFCWへ戻されたが7月9日のECWにてジョバー相手に圧倒的な力で勝利した。その後同じくパワーファイターのウラジミール・コズロフと張り合っていたがコズロフと共にウィリアム・リーガルの手下となる。2010年1月のPPV、ロイヤルランブルでクリスチャンが保持するECW王座に挑戦するが王座を奪取するに至らなかったものの2月16日、ECW最終回でクリスチャンに再び挑戦して勝利し、最後のECW王者となった。
ECW放送終了後、SmackDownへの移籍が決定。しかし、故障の原因によりSmackDownには3月20日にジミー・ワン・ヤンとの対戦だけでの出場に終わり、4月のドラフトによりRAWへと移籍。RAW移籍後も故障をしてしまったせいで再び長期欠場した。
10月18日、RAWにて行われたSmackDown vs RAW30人バトルロイヤルにて復帰を果たした。復帰以降、ジョン・シナと抗争中であったネクサスを撃退するなど、ベビーフェイスとして活動した。同月24日、PPVであるBragging Rights 2010にてRAWの一員としてRAW vs SmackDownの7対7によるエリミネーションマッチに出場し、終盤まで残るもレイ・ミステリオに敗れた。11月には2年ぶりに開催されたキング・オブ・ザ・リングにて予選でザ・ミズの代役であるアレックス・ライリーに勝利するも、1回戦でドリュー・マッキンタイアと対戦してダブルカウントによる引き分けのため両者共に敗退した。
2011年、SmackDownへと移籍し、ウェイド・バレット、ジャスティン・ガブリエル、ヒース・スレイターと共にビッグ・ショーを襲撃してヒールターン。以後、コアのメンバーとして、ビッグ・ショー、ケインと抗争。しかし、抗争中に仲違いになることが多くなったために内部分裂が起こってしまし、遂にはコアから追放される事になった。コア追放後、コアに襲撃されていたケインとビッグ・ショーを助けに乱入してフェイスターンした。以降、コアと抗争し、ウェイド・バレットからIC王座を奪取したものの、コーディ・ローデスとの対戦においてテッド・デビアス・ジュニアの介入により王座を奪取された。
IC王座陥落後、抗争もなく、SuperstarsやSmackDownのダークマッチでの出場が主となり、2012年5月にはグレート・カリとタッグを組んでNXTに出場するが、負傷欠場してしまう。
2013年4月、WrestleMania Axxessにて復帰し、ヨシ・タツとタッグを組んでフニコ & カマーチョを相手に勝利した。しかし、その後またしても負傷して長期欠場した。
2014年6月12日、WWEの公式サイトにて退団することが発表された。

### TNA
WWE解雇後、6月25日にTNAと契約を交わし、入団する事が決定。7月24日、リクロン（Rycklon）のリングネームでIMPACT Wrestlingにてディクシー・カーターが率いるチームディクシー（イーサン・カーター3世 & ロックスター・スパッド & ライノ） vs トミー・ドリーマー & チーム3D（ブリー・レイ & ディーボン）の6人制タッグマッチが行われている中、劣勢になったチームディクシーを援護する為に観客席からスニツキーと共に乱入し、トミー・ドリーマーとチーム3Dを一掃した。8月7日、チームディクシーの一員としてデビューし、スニツキー & ライノ & イーサン・カーターと組んでアル・スノー & トミー・ドリーマー & チーム3Dと対戦するも敗戦した。

### インディー団体
9月14日、メキシコのメジャー団体であるAAAがアメリカにて放送するLucha Undergroundにビッグ・リック（Big Ryck）のリングネームで参戦。ジョニー・ムンドと対戦するがノーコンテストに終わった。

## その他
- WWE所属時、マイクパフォーマンスではリングネームに因んでエゼキエル書を引用していた。

## 得意技
- ブック・オブ・エゼキエル

片腕のみで決めるロック・ボトム。相手のわきの下に自分の首を入れて、片腕で相手を持ち上げそのままマットに叩き付ける。かつて、日本語で「裏投げ」と実況されていた。
- トーチャーラック

フィニッシュホールド。コア脱退時から使用。
- ベアハッグ
- ラリアット

自分よりも巨大なビッグショーをなぎ倒す程の威力を持ち、時折フィニッシュとしても使用される。
- ボディスラム

シンプルながら彼の怪力が最もよく表れている技であり、ビッグショー相手でも安定したフォームで投げ捨てる。フェイスターン後、試合終盤に連続で繰り出すようになった。また、連発式のものを「スラム・シティ」とアナウンスされている。

## 獲得タイトル
- ECW王座 : 1回
- インターコンチネンタル王座 : 1回

## 入場曲
- Hot House
- Man With A Plan（ブライアン・ケンドリックの入場曲でもある）
- Brawl for All
- End of Days
- Domination